# Krzysztof Kaszyński
Krzysztof Pius Kaszyński (ur. 5 maja 1939 w Brudzewie, zm. 27 września 2019) – polski filozof, nauczyciel akademicki, działacz partyjny i państwowy. Doktor habilitowany nauk filozoficznych, profesor nadzwyczajny i prorektor Wyższej Szkoły Pedagogicznej w Zielonej Górze, w latach 1985–1986 wicewojewoda zielonogórski.

## Życiorys
Syn Henryka i Janiny. W 1968 ukończył studia z filologii polskiej w Wyższej Szkole Pedagogicznej w Opolu, kształcił się na studiach doktoranckich w Akademii Nauk Społecznych przy KC KPZR w Moskwie. W 1974 uzyskał stopień naukowy doktora, a w 1986 habilitował się. Specjalizował się w zakresie etyki i antropologii. Wykładał w Wyższej Szkole Pedagogicznej im. Tadeusza Kotarbińskiego w Zielonej Górze, gdzie był kolejno adiunktem (1975), docentem (1987) i profesorem nadzwyczajnym (1996). W WSP kierował Instytutem Filozofii i Katedrą Etyki, pełnił funkcję prorektora tej uczelni. Związany także z Łużycką Wyższą Szkołą Humanistyczną im. Jana Benedykta Solfy z siedzibą w Żarach. Autor wielu publikacji naukowych. Został prezesem zarządu wojewódzkiego Polskiego Towarzystwa Rusycystycznego.
Działał w Związku Młodzieży Polskiej i Związku Harcerstwa Polskiego. Wstąpił do Polskiej Zjednoczonej Partii Robotniczej. Zajmował stanowiska sekretarza Komitetu Powiatowego PZPR w Międzyrzeczu, zastępcy kierownika Wydziału w Komitecie Wojewódzkim PZPR w Zielonej Górze oraz I sekretarza Komitetu Uczelnianego PZPR na WSP w Zielonej Górze. Od 1985 do 1986 pełnił funkcję wicewojewody zielonogórskiego, a w latach 1986–1989 był sekretarzem w Komitecie Wojewódzkim PZPR w Zielonej Górze.
1 października 2019 pochowany na Cmentarzu Komunalnym w Zielonej Górze.